# F-BLOOD (アルバム)
『F-BLOOD』（エフ・ブラッド）は、F-BLOOD1枚目のアルバム。1998年3月11日、ポニーキャニオンから発売された。

## 概要
1992年に解散したチェッカーズのリード・ボーカル藤井フミヤ、サックスプレイヤー藤井尚之の兄弟ユニット、F-BLOODのファースト・アルバム。
先行シングル2曲を含む全13曲を収録。
2017年6月21日にUHQCDにて再発売。

## 収録曲
作詞：藤井フミヤ　作曲：藤井尚之（特記以外）　編曲：小倉博和・有賀啓雄&F-BLOOD　ストリングス・アレンジ：有賀啓雄
1. BLOOD #1 (1:27)
  - 「18才の俺たちのように」オーディションCMソング
2. 指輪 (6:30)
  - DE BEERS「ダイヤモンド エンゲージリング・キャンペーン」CMソング。
3. 「I」 (5:20)
  - 1stシングル。
4. 砂 (6:21)
  - デジタルツーカー中国（現：ソフトバンク）CMソング。
5. 寝顔 (3:52)
6. GENERATION GAP (5:29)
  - V6に提供した楽曲のセルフカバー。
7. キャンディー (5:05)
8. HEIGHT IS MY WAY (4:23)
  - サッポロビール「サッポロドラフティ生スペシャル」CMソング。
9. Going Home (4:27)
  - 1stシングルのカップリング曲。
10. SHOOTING STAR (3:55)
  - 2ndシングル。
11. 雨になりそうな空(5:28)
  - 作曲：藤井尚之・小倉博和
  - 2ndシングルのカップリング曲。
  - JR九州「NICE GOING FUKUOKA」CMソング。
12. 白い雲のように (4:19)
  - 猿岩石に提供した楽曲のセルフカバー。
13. BLOOD #2 (1:37)